# Брела
Брела су насељено место и седиште општине у Сплитско-далматинској жупанији, Република Хрватска.

## Историја
До територијалне реорганизације у Хрватској налазила су се у саставу старе општине Макарска.

## Становништво
На попису становништва 2011. године, општина Брела је имала 1.703 становника, од чега у самим Брелима 1.575.

### Општина Брела
| Број становника по пописима | Број становника по пописима | Број становника по пописима | Број становника по пописима | Број становника по пописима | Број становника по пописима | Број становника по пописима | Број становника по пописима | Број становника по пописима | Број становника по пописима | Број становника по пописима | Број становника по пописима | Број становника по пописима | Број становника по пописима | Број становника по пописима | Број становника по пописима |
| --------------------------- | --------------------------- | --------------------------- | --------------------------- | --------------------------- | --------------------------- | --------------------------- | --------------------------- | --------------------------- | --------------------------- | --------------------------- | --------------------------- | --------------------------- | --------------------------- | --------------------------- | --------------------------- |
| 1857                        | 1869                        | 1880                        | 1890                        | 1900                        | 1910                        | 1921                        | 1931                        | 1948                        | 1953                        | 1961                        | 1971                        | 1981                        | 1991                        | 2001                        | 2011                        |
| 707                         | 755                         | 789                         | 991                         | 1.144                       | 1.342                       | 1.342                       | 1.446                       | 1.590                       | 1.696                       | 1.697                       | 1.688                       | 1.614                       | 1.684                       | 1.771                       | 1.703                       |

Напомена: Настала из старе општине Макарска.

### Брела (насељено место)
| Број становника по пописима | Број становника по пописима | Број становника по пописима | Број становника по пописима | Број становника по пописима | Број становника по пописима | Број становника по пописима | Број становника по пописима | Број становника по пописима | Број становника по пописима | Број становника по пописима | Број становника по пописима | Број становника по пописима | Број становника по пописима | Број становника по пописима | Број становника по пописима |
| --------------------------- | --------------------------- | --------------------------- | --------------------------- | --------------------------- | --------------------------- | --------------------------- | --------------------------- | --------------------------- | --------------------------- | --------------------------- | --------------------------- | --------------------------- | --------------------------- | --------------------------- | --------------------------- |
| 1857                        | 1869                        | 1880                        | 1890                        | 1900                        | 1910                        | 1921                        | 1931                        | 1948                        | 1953                        | 1961                        | 1971                        | 1981                        | 1991                        | 2001                        | 2011                        |
| 523                         | 755                         | 584                         | 759                         | 901                         | 1.044                       | 1.342                       | 1.061                       | 1.160                       | 1.224                       | 1.241                       | 1.305                       | 1.366                       | 1.483                       | 1.618                       | 1.575                       |

Напомена: До 1981. исказивано под именом Доња Брела. У 1869. и 1921. садржи податке за насеље Горња Брела.

### Попис1991.
На попису становништва 1991. године, насељено место Брела је имало 1.483 становника, следећег националног састава:
| Попис 1991.‍   | Попис 1991.‍  | Попис 1991.‍ | Попис 1991.‍ | Попис 1991.‍ |
| ------------- | ------------ | ----------- | ----------- | ----------- |
|               |              |             |             |             |
| Хрвати        | Хрвати       |             | 1.420       | 95,75%      |
| Југословени   | Југословени  |             | 16          | 1,07%       |
| Срби          | Срби         |             | 10          | 0,67%       |
| Црногорци     | Црногорци    |             | 5           | 0,33%       |
| Муслимани     | Муслимани    |             | 3           | 0,20%       |
| Словенци      | Словенци     |             | 3           | 0,20%       |
| Мађари        | Мађари       |             | 2           | 0,13%       |
| Македонци     | Македонци    |             | 1           | 0,06%       |
| Немци         | Немци        |             | 1           | 0,06%       |
| Чеси          | Чеси         |             | 1           | 0,06%       |
| неопредељени  | неопредељени |             | 8           | 0,53%       |
| регион. опр.  | регион. опр. |             | 2           | 0,13%       |
| непознато     | непознато    |             | 11          | 0,74%       |
| укупно: 1.483 |              |             |             |             |